# P.G.C. Jensen
Peder Gregers Christian Jensen (født 25. april 1840 i Nysted, død 19. august 1911) var højesteretssagfører og politiker.
Han var søn af købmand V.E.B. Jensen og hustru Signe f. Lund, blev student i Nykøbing Falster 1858, blev cand.jur. 1866, overretssagfører 1872 og var højesteretssagfører fra 1888.
Han var byrådsmedlem i Nykøbing Falster 1876-84, direktør i Østifternes Kreditforening 1884-87, næstformand for den danske Sagførerforenings hovedbestyrelse 1890-1906, Landstingsmand for Højre fra 1891 til sin død 1911, medlem af Næringslovkommissionen 1890 og af Toldkommissionen 1895 og ordfører for Landstingets toldudvalg 1899, for dets Finansudvalg 1901-02 og 1904-08 og for Skaffereformudvalget 1901. Han var medlem af Rigsretten; og af Den danske Købstadsforenings bestyrelse 1879-89 og udgiver af dens tidsskrift 1890-93, formand i repræsentantskabet for Bikuben og for Kreditforeningen af Kommuner, formand i bestyrelsen for A/S C.A. Qvade, Rasmussen & Faber, for A/S The Crown Butter-Export Co. og for A/S Th. Wessel & Vett og medlem af Straffelovskommissionen 1905. Han var Kommandør af 1. grad af Dannebrogordenen og Dannebrogsmand.
P.G.C. Jensen var gift med Anna Cathrine f. Eggertsen, f. 23. august på Ussinggård og var far til personalhistorikeren A. Falk-Jensen og folketingsmedlemmet Povl Falk-Jensen.